# Jacques de Rougé du Plessis-Bellière
Jacques de Rougé du Plessis-Bellière (1602-1654), marquis de Faÿ, dit « le marquis du Plessis-Bellière », est un général français, qui était Lieutenant général des armées du Roi. Il a combattu contre la Fronde des Princes en restant toujours fidèle à la Monarchie et au jeune roi Louis XIV.

## Biographie
Membre de la famille de Rougé, Jacques de Rougé était le fils de René de Rougé et de Marguerite de La Court.

### Famille
Il épousa Suzanne de Bruc de Monplaisir le 26 avril 1639 à Nantes. Il aura quatre enfants, savoir:
- Catherine (1641-1713) mariée à François de Créquy, marquis de Créquy et maréchal de France,
- Pierre (1644-1664), engagé volontaire contre les Turcs, tué lors de la bataille de Saint-Gothard, en Hongrie, succède à son père comme marquis de Faÿ-les-Nemours, marquis du Plessis-Bellière, sans mariage ni postérité,
- François-Henri (1651-1692), succède à son frère comme marquis de Faÿ-les-Nemours, marquis du Plessis-Bellière, maréchal de camp, gouverneur de Suze, marié à Françoise Jégou de Kervilio d'où trois fils,
- Henri-François, colonel d'infanterie, mort en 1693, sans mariage ni postérité.

### Carrière

#### Ses premières armes
Il se distingua au siège de la Rochelle, en 1628, et surtout dans la campagne de Flandre.

#### 1645-1647: Défense d'Armentières, en qualité de gouverneur de la ville
Étant gouverneur d’Armentières, il fit des prodiges de valeur pour conserver cette ville au roi.
Promu au grade de lieutenant-général, il se signala encore dans plusieurs autres affaires.
Au XVIIe siècle, Armentières comme toute la Flandre est au cœur de l'affrontement entre la France de Louis XIII et de Louis XIV et l'Espagne. Dans ce cadre, les troupes françaises qui ont pris les derniers mois de nombreuses villes, de Gravelines à Cassel, Béthune, Lillers, assiègent Armentières, alors espagnole, le 8 septembre 1645. Le sieur de Maugré, gouverneur d'Armentières pour le compte du roi d'Espagne, Philippe IV, conscient de ne pas disposer d'une garnison suffisamment forte pour résister négocie immédiatement la capitulation et obtient une reddition honorable. Les Français nomment gouverneur le marquis du Plessis Bellière.
En 1647, les Espagnols reprennent la ville lors du siège d'Armentières après 14 jours de siège,.

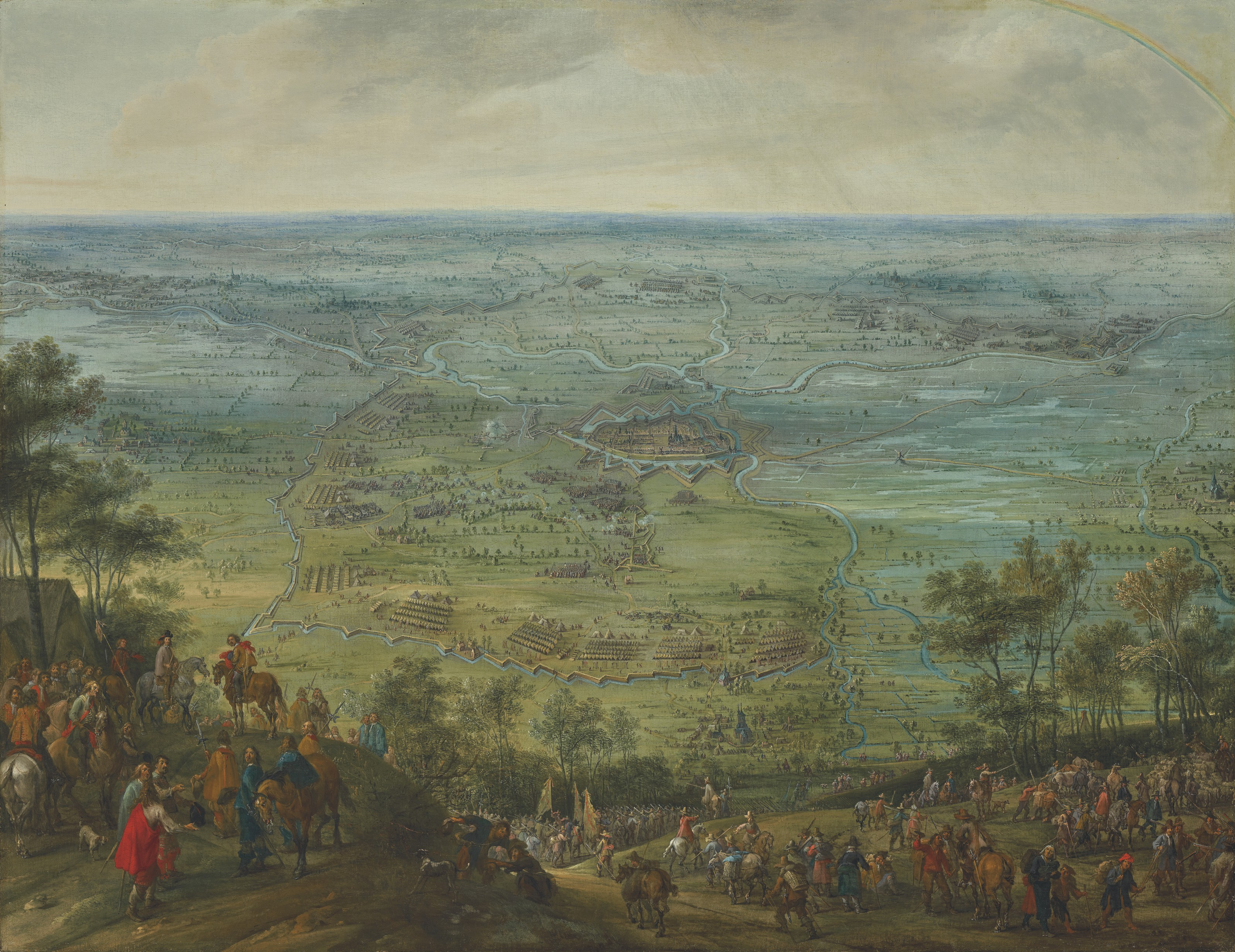
Le siège d'Armentières, en mai 1647, tableau de Peeter Snayers. La marquise, épouse du gouverneur de la ville assiégée par les Espagnols, a montré un rare courage en restant auprès du marquis de Plessis-Bellière.

Pendant ce siège d'Armentières, du 11 au 30 mai 1647, la marquise avait voulu rester dans la ville avec ses enfants, Catherine et Pierre, partageant avec son mari les dangers du bombardement et donnant à la population l'exemple d'un rare sang-froid. Le marquis du Plessis-Bellière s'y était couvert de gloire, sautant sur l'ennemi à l'arme blanche à défaut de munitions et ne consentant à se rendre qu'après trois semaines de rude défense. Finalement, la ville est reprise en main par les Espagnols.
Le roi, dit la Gazette, fit grand accueil au marquis de Plessis-Bellière à Amiens, jusqu'à l'embrasser plusieurs fois, et la reine lui dit que, puisqu'il avait si bien défendu les méchantes places, elle aurait soin de lui en faire bientôt tomber une bonne entre les mains".

#### 1648: Bataille de Lens
Il participa à la Bataille de Lens (1648).

#### Campagne de Flandres
Il commandait un corps d’armée à la bataille de Rethel, où fut battu le vicomte de Turenne, qui combattait contre la cour.
Il prit part à la bataille de Rethel en 1650, et fut gouverneur de Rethel, d'Armentières, de La Bassée, puis de Dieppe.

#### 1650: Dieppe et la duchesse de Longueville

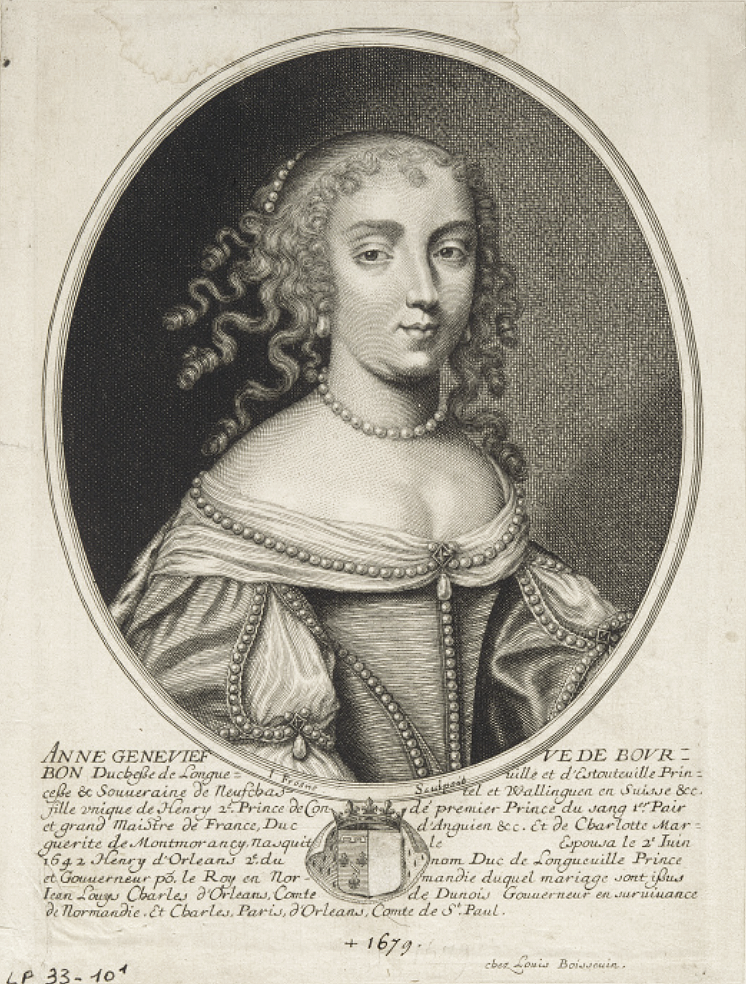
La duchesse de Longueville, « reine de la Fronde », et soeur du Grand Condé

Cette même année 1650, le marquis de Plessis-Bellière fut commandé par Anne d'Autriche pour aller à Dieppe avec quelques troupes pour forcer Madame de Longueville, soeur du futur Grand Condé, à quitter Dieppe pour son château de Coulommiers.
Mais la duchesse de Longueville avait réussi à rejoindre La Haye sur un vaisseau hollandais, puis de là Stenay où elle se réfugie auprès de Turenne en mars 1650. Elle va rester un an à Stenay, négociant avec les Espagnols et poussant Turenne à se révolter contre le cardinal Mazarin, qui va chuter au début de l'année 1651.

Dans une lettre de cette époque, datée de 1650, Fouquet, intendant de la généralité de Paris, écrit au cardinal Mazarin au sujet du gouvernement de Dieppe, alors sous les ordres du marquis du Plessis-Bellière : Fouquet prend le parti du marquis du Plessis-Bellière, gouverneur de Dieppe. Il rappelle à Mazarin que le marquis s'est acquitté de sa charge malgré les appointements que le trésor royal ne lui a pas réglés. Fouquet écrit notamment : 

Portrait gravé de Nicolas Fouquet

« On vient de donner advis à madame du Plessis Bellière que dans le Conseil qui se tient à Paris il a esté résolu sous prétexte du mauvais estat auquel est la garnison de Dieppe d'envoyer quelqu'un pour y comander, autre que celuy que M. du Plessis [Bellière] y a establi, je suis obligé Monseigneur dans la cognoissance que j'ay de M. du Plessis de dire à V. E. que si on luy fait cette injure il n'y a rien au monde qui puisse le retenir un moment où il est, et qu'il recevra le plus grand déplaisir qui puisse jamais arriver à un home à qui l'honneur est sensible au dernier point.

Il est important que V.E. sçache de quelle façon il a esté traitté, et si un autre que luy qui n'a que le zèle et la passion du service qui le touche en eust usé come il a fait ; après n'avoir pas esté payé (...) chose de ses appointements de l'année dernière dont tous les autres avoyent esté payez. V. E. luy ayant doné le gouvernement de Dieppe au lieu de La Bassée, on  n'a rien fait de toutes les choses qu'on luy avoit promises, on ne luy a pas doné un quart (...) pour lever des homes, ny mesmes signé l'Estat encore à présent quelque diligence qu'il ayt pu faire ny pourvoir à la subsistance de ceux qu'il y pouvoit mettre, un autre eust fait assez grand bruit sur un subjet si légitime, V. E. a désiré nonobstant tout cela qu'il allast servir en Guyenne, il a sceu qu'on avoit doné l'argent à d'autres qui font le mesme voyage et à luy pas un sol, il n'a pas laissé de partir pour incomodé qu'il est sans faire comander un autre dans Dieppe que celuy duquel il a respondu qui est un des plus braves homes du monde (...) ».

#### 1651: Campagne de Saintonge

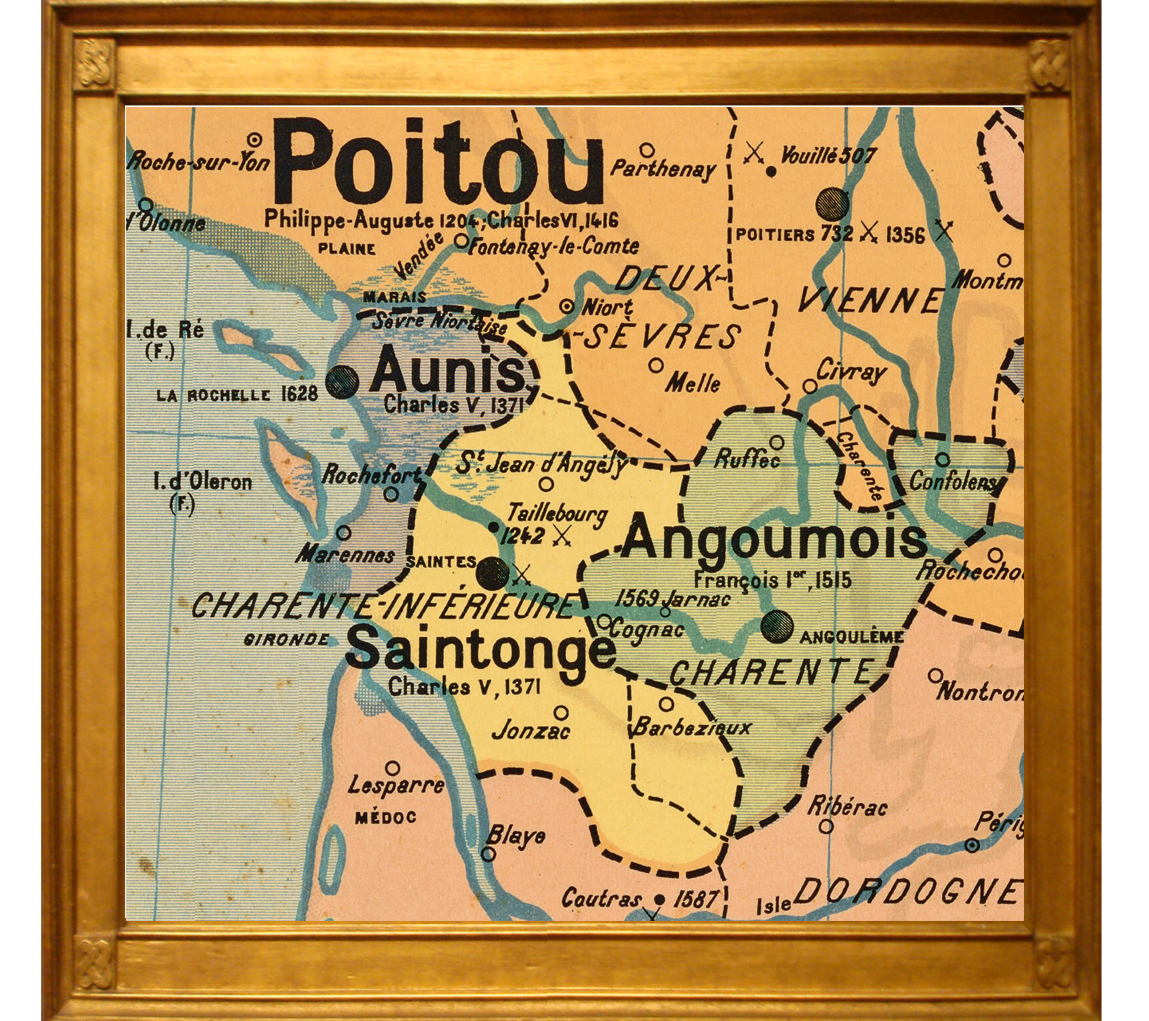
Saintonge

Plessis-Bellière servit ensuite en Angoumois et en Saintonge contre les Princes, et contribua à la prise du faubourg de Cognac, des tours de la Rochelle, des villes de Saintes et de Taillebourg.
Cette campagne de Saintonge eut lieu, à la suite du départ, le 6 septembre 1651, de Condé, qui quitta Paris pour la Normandie. Condé rejoint les Bordelais de l'Ormée et s'allie aux Espagnols (6 novembre). Il ouvre les hostilités en Saintonge (8 octobre). L'armée royale lève le siège de Cognac et prend La Rochelle (27 novembre). Condé recule au-delà de la Charente puis de la Dordogne.

#### 1652: le titre marquis du Plessis-Bellière et le château de Faÿ-lès-Nemours
Par lettres patentes de septembre 1652, le roi avait érigé en la seigneurie de Faÿ (aujourd'hui Faÿ-lès-Nemours) en marquisat au profit de Jacques de Rougé du Plessis-Bellière, dès lors appelé "Le marquis du Plessis-Bellière". Il avait acquis cette terre en 1650.

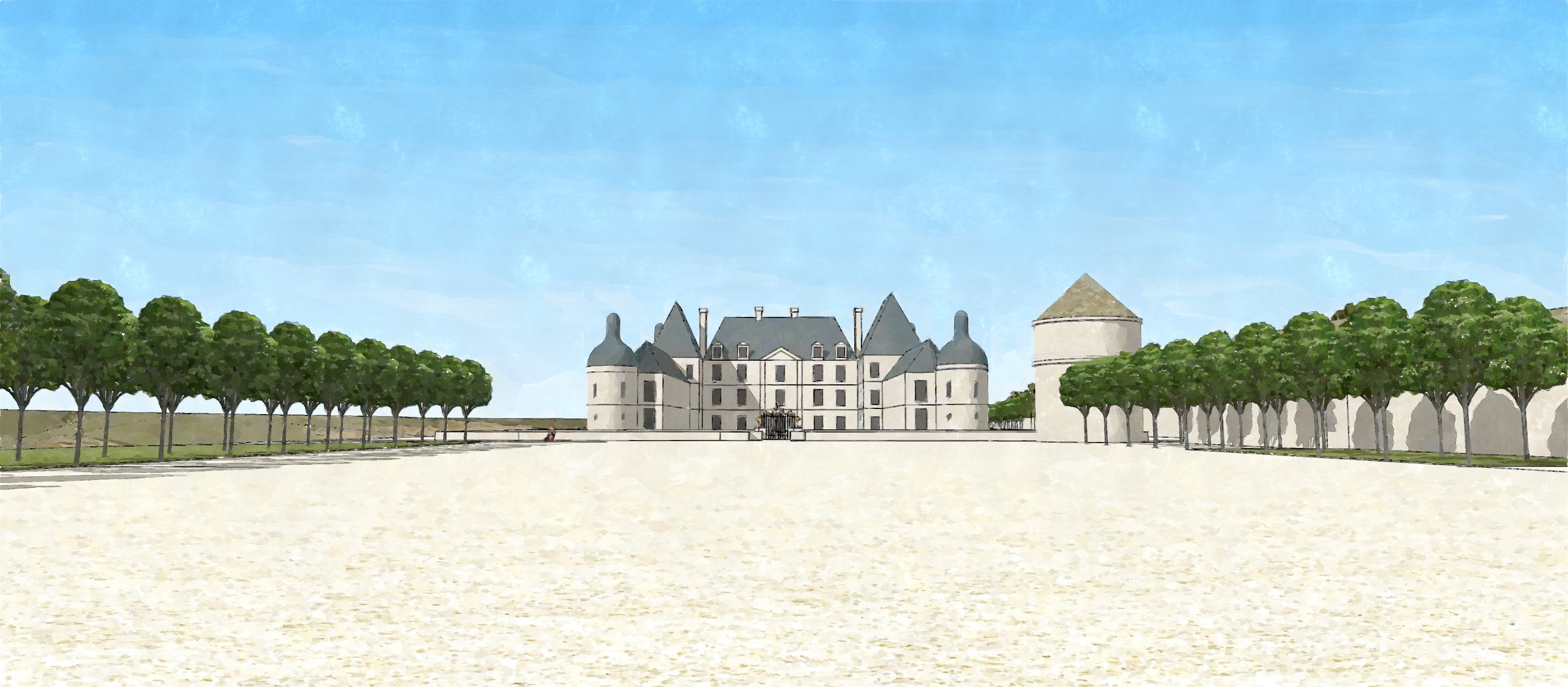
Schéma du château de Faÿ-lès-Nemours du côté de l'entrée, fin du XVIIe siècle.
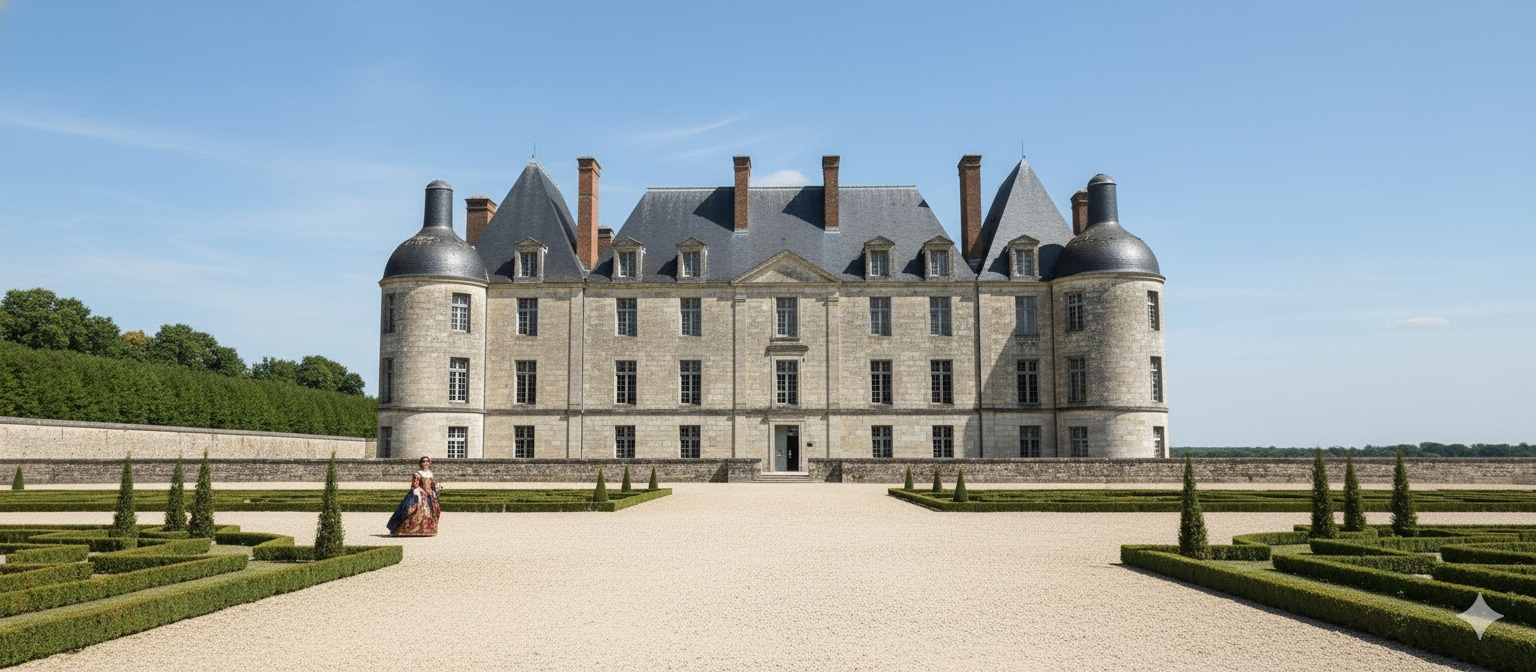
Schéma restituant la vue sur le château de Fay-lès-Nemours, depuis le jardin, au XVIIe siècle
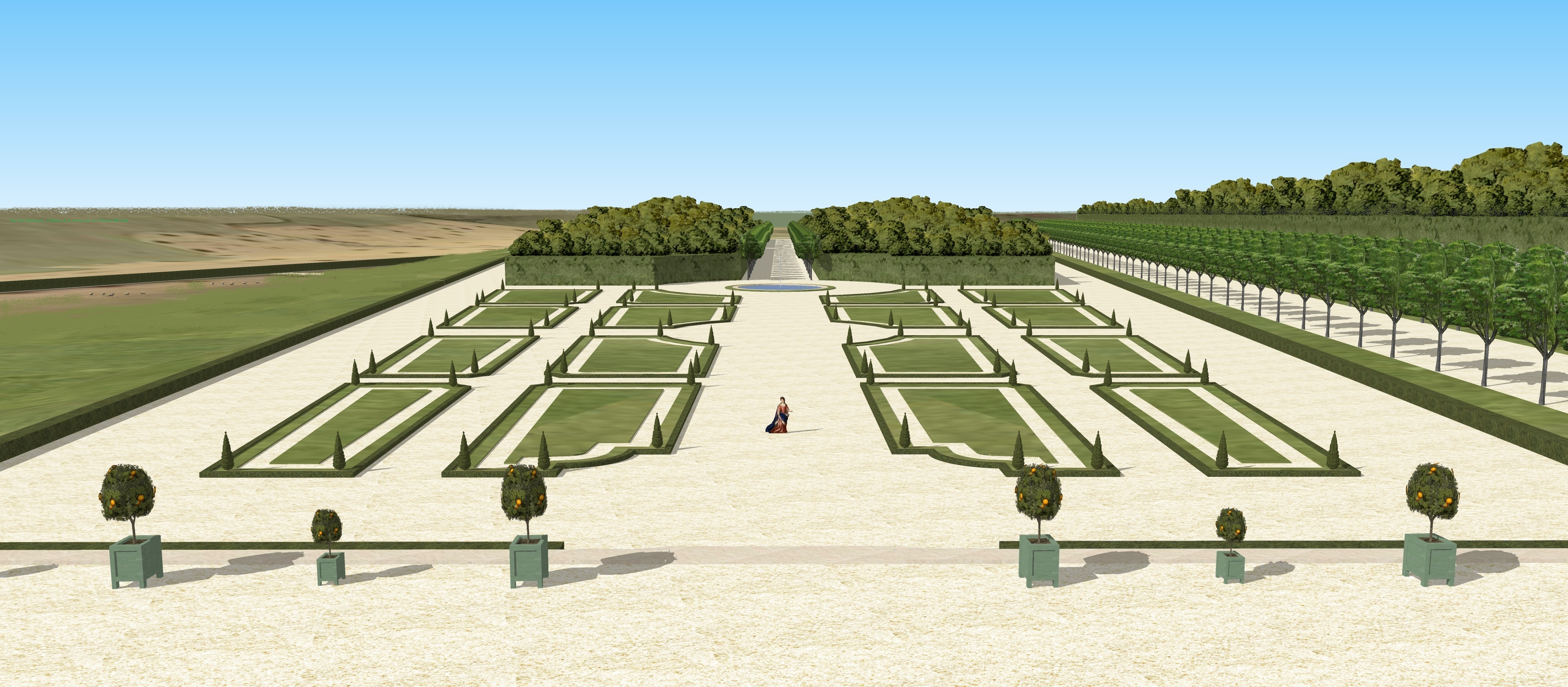
Restitution du parterre du château de Faÿ-les-Nemours d'après le plan d'intendance, XVIIIe siècle

#### 1653: Campagne de Catalogne

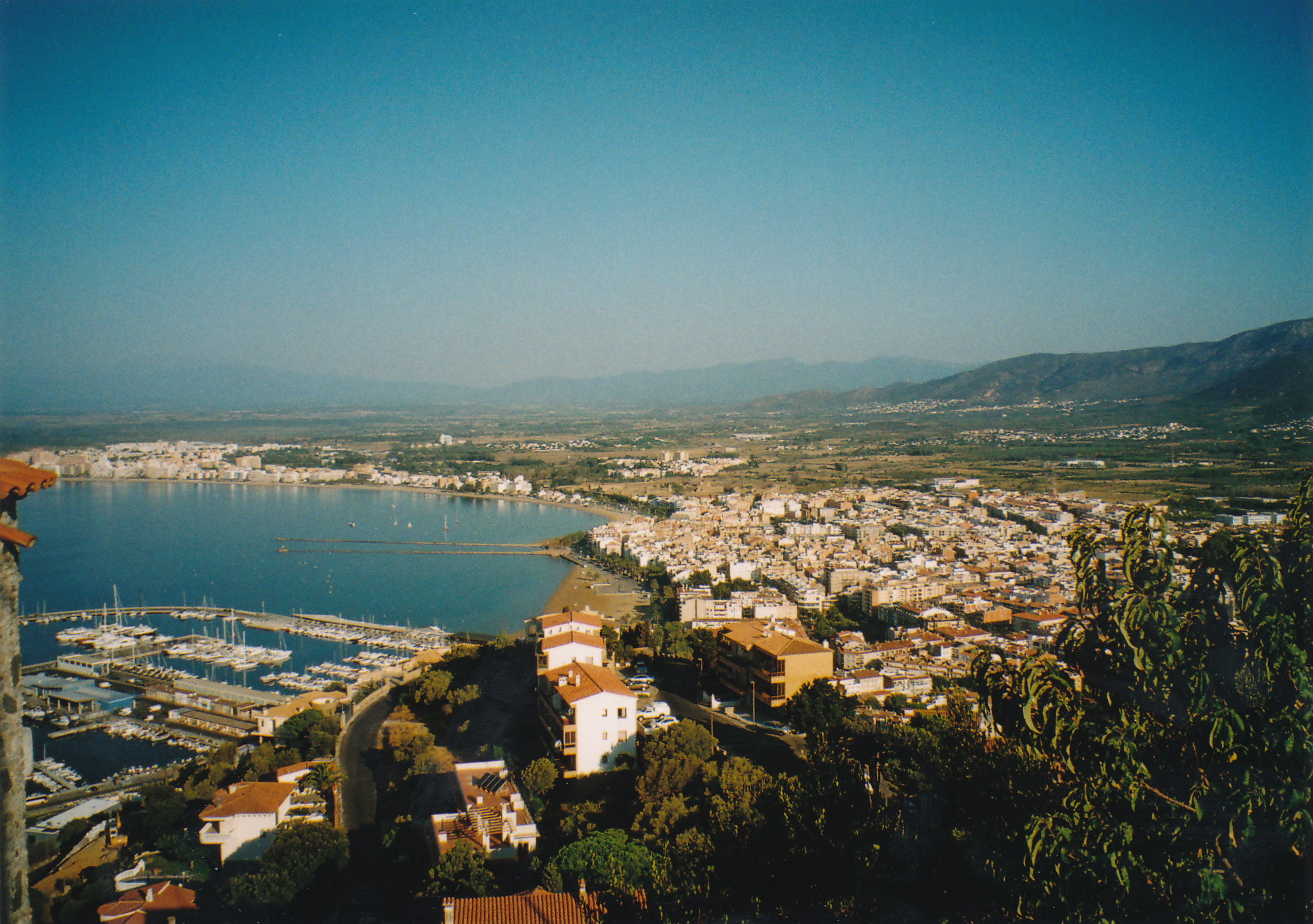
La ville de Roses

Il fut, peu après, nommé commandant dans le Roussillon, battit les Espagnols à Roses, à Castillon-d’Ampurias, au fort de la Jonquière.
Il est nommé en 1653 commandant en chef de l'armée de Catalogne.

#### Le salon de la marquise du Plessis-Bellière
Dès le milieu des années 1640 et le début des années 1650, l'épouse du marquis, Suzanne du Plessis-Bellière, tenait déjà un salon littéraire, autour des Précieuses. Quand il n'était pas à la guerre, le marquis participait avec plaisir à ces jeux galants, où la littérature égayait les journées du cercle d'intellectuels gravitant autour du couple.
Certes, si ce salon a bien existé déjà depuis les années 1640, il se développera surtout après la mort du marquis, quand Mme du Plessis-Bellière deviendra la personne la plus proche de Nicolas Fouquet. Elle réunira alors à Saint-Mandé, entre 1655 et 1661, tous les plus beaux esprits de son temps.

#### 1654: Naples et la mort de Jacques de Rougé
Il mourut à Castellamare en Italie, le 24 novembre 1654, des suites d'une blessure reçue le 17 novembre dans une charge de cavalerie à Torre d'Anunziata près de Naples.
Loret indique dans sa Muze historique du 19 décembre 1654 : 
On fit prisonnier tout le reste / Et par un malheur bien funeste / Plessis-Bellière y fut blessé / Pour s'être un peu trop avancé. / Que si de sa playe il trépasse / Ce nous sera grande disgrace / Car c'étoit un très-hardy cœur / Jusques-icy toujours vainqueur / Et zelé pour le Roy son maître / Autant qu'un François le doit être. 
Mazarin écrit à Hugues de Lionne le 25 décembre 1654 : "Je suis au désespoir de la mort du marquis de Plessis-Bellière. J'ai obtenu du roi pour ses enfants une abbaye de huit à neuf mille livres de rente et la disposition du régiment qu'il avait". Le roi qui souhaitait le nommer maréchal de France juste avant sa mort brutale, fit offrir à la marquise de Plessis-Bellière les Honneurs du Louvre, dont elle ne voulut pas profiter.
Le 10 décembre 1654, le frère de la marquise, Montplaisir, alors âgé de 44 ans, succède au marquis de Plessis-Bellière à la tête de son régiment, qui prend alors le nom de Régiment de Montplaisir cavalerie. Il s'en démit lui-même au profit de l'autre frère de la marquise, François de Bruc de la Rablière, en novembre 1657.
La marquise du Plessis-Bellière devient veuve à l'âge de seulement 37 ans, elle a quatre enfants à charge, c'est un drame considérable pour elle et l'une des plus grandes blessures de sa vie.
Montplaisir, frère de la marquise, écrira pour elle ces vers célèbres, à la mort de son époux, qui sont gravées dans l'église de Faÿ-les-Nemours: 

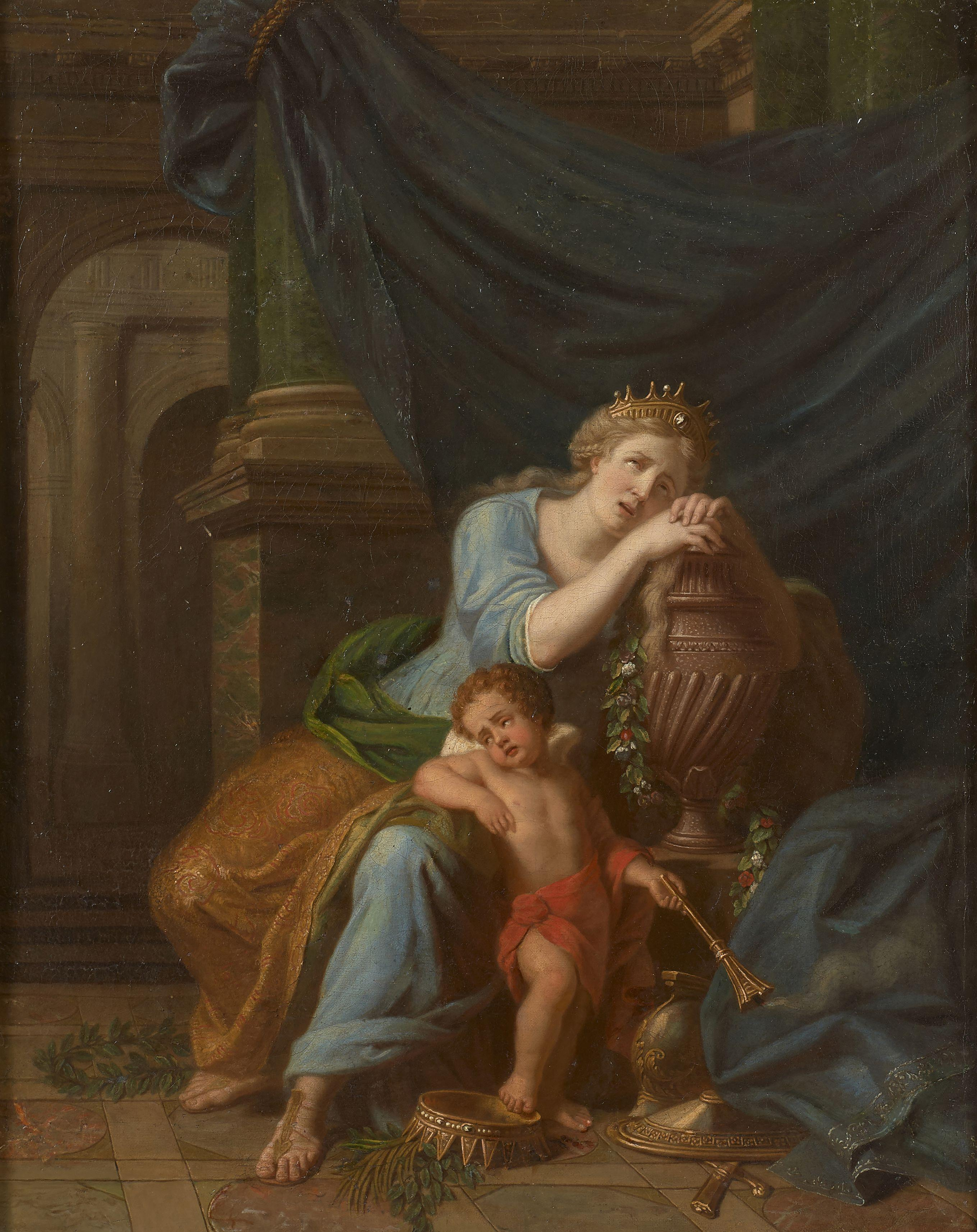
La Reine Artémise pleurant son époux Mausole, école française, copie du XVIIIe siècle. Coll part.

Le cœur de mon époux dans cette urne repose,
Cependant que le mien agité de douleurs
Soupire incessamment et comblé de malheurs,
A le suivre au tombeau chaque jour se dispose.
La plus sensible part de mon âme est enclose
Dans ce vase ou la mort imprime ses couleurs
Quiconque voit ici cet objet de mes pleurs
Ne les condamne point s'il en cognut la cause.
Passant, si tu ne sais quel était mon époux,
Dispense l'amitié qui vivait entre nous
De ce tendre récit qui trouble ma mémoire.
L'Espagne avec la Flandre épargnant ma douleur
T'apprendront mieux que moi quelle fut sa valeur.

Naples dira sa mort, et la France sa gloire.

Sa fille Catherine (1641-1713) épousera François de Blanchefort de Créquy, maréchal de France et gouverneur de Lorraine.
Un buste du marquis du Plessis-Bellière, datant du XIXe siècle, se trouve au château de Versailles, Galerie des Batailles.
Il a inspiré le "marquis du Plessis-Bellière", dans les aventures romancées d'Angélique, marquise des anges.